# Nuno Krus Abecasis
Nuno Krus Abecasis (* 24. Oktober 1929 in Faro; † 14. April 1999 in Lissabon) war ein portugiesischer Politiker (CDS).

## Werdegang
Abecasis kam als Sohn des jüdischstämmigen Ingenieurs Duarte Monteverde Abecasis und der aus einer dänischen Familie stammenden Maria Amélia Krus zur Welt. Er studierte Ingenieurwissenschaften am Instituto Superior Técnico in Lissabon.
1978 wurde er in der Regierung von Ministerpräsident Carlos Mota Pinto Staatssekretär für den Bergbau und das verarbeitende Gewerbe. 1979 wurde er mit absoluter Mehrheit zum 61. Präsidenten der Câmara Municipal von Lissabon gewählt und 1985 in diesem Amt bestätigt.
Er war 1985 Mitbegründer des Städtebundes UCCLA und 1989 der Stiftung Fundação Cidade de Lisboa.

## Ehrungen
- 1983: Großoffizier des Ordens des Infanten Dom Henrique
- 1999: Großkreuz des Christusordens (postum)